# Gulpener Bierbrouwerij

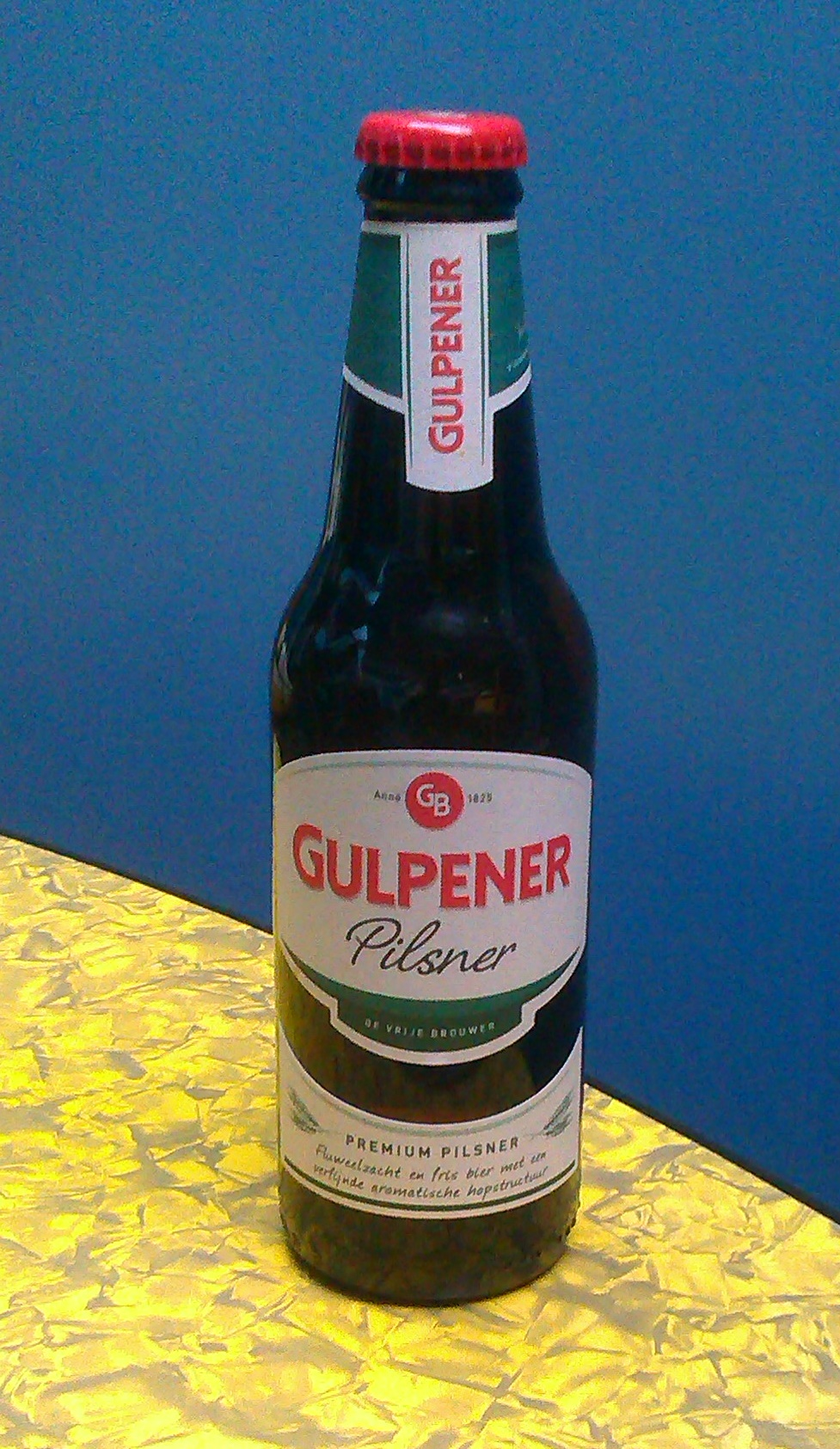
Gulpener Pilsner

Gulpener Bierbrouwerij BV is een zelfstandige familiebrouwerij uit Gulpen in de Nederlandse provincie Limburg.

## Geschiedenis
De brouwerij werd in 1825 opgericht door Laurens Smeets onder de naam Gulpener Bierbrouwerij de Gekroonde Leeuw. Op 14 september 1826 werd het eerste bovengistend bier afgeleverd.
In 1840 erfde zijn zoon Jan Michiel Smeets de brouwerij. Nadat deze zich terugtrok uit het familiebedrijf werd het bedrijf voortgezet door zijn zonen Guillaume en Edmond en zijn schoonzoon Jean Renier Eduard Rutten. In 1896 startten deze drie een vennootschap onder de firmanaam "E.Smeets".
Vanaf 1902 kwam Paul Rutten (I) zijn vader in de zaak bijstaan en in 1922 werd de vennootschap ontbonden. De brouwerij werd uiteindelijk voortgezet door Paul Rutten onder de naam Rutten's Bierbrouwerij De Zwarte Ruiter. De naam De Zwarte Ruiter kwam enige tijd in handen van een onroerend-goed-magnaat. Op 10 december 1931 bracht Paul Rutten alles in een N.V. onder, "N.V. Gulpener Bierbrouwerij, Distilleerderij en Azijnfabriek." Later kocht men de naam De Zwarte Ruiter terug en gebruikte men deze brouwerijnaam op het bier Mestreechs Aajt. Intussen was de brouwerij in Gulpen in 1913, vlak voor de Eerste Wereldoorlog, uitgebreid en omgebouwd, zoals vele brouwerijen in Nederland omdat men voortaan ondergistend bier (pils) wilde gaan produceren.
In 1947 werd Paul Rutten (I) opgevolgd door zijn zoon Paul Rutten (II). De brouwerij werd vernieuwd met onder andere een volautomatisch brouwhuis (1966), een nieuwe azijnfabriek, een distilleerderij met centraal magazijn (1971) en een wijnhal. In de periode 1978-1979 vond een grote reorganisatie plaats waarbij de B.V. Gulpener Azijn- en Mosterdfabriek en de B.V. Gulpener Bierbrouwerij onafhankelijk van elkaar hun werkzaamheden voortzetten. Paul Rutten (III) volgde op 27 juni 1980 zijn vader op.
Doordat de nakomelingen van Paul Rutten (III) geen interesse hadden om het familiebedrijf over te nemen werd vanaf 1 augustus 2003 de dertig jaar in dienst zijnde marketingmanager John Halmans aangesteld als algemeen directeur van de Gulpener Bierbrouwerij. In 2003 waren er 80 medewerkers in dienst. Tropenarts en chirurg Jan-Paul Rutten trad in 2012 alsnog in de voetsporen van zijn vader Paul Rutten (III) in de brouwerij. Hij heeft sinds 2015 de functie van algemeen directeur, nadat John Halmans met pensioen ging. Zijn zus Maartje stapte ook in de bedrijfsleiding als hoofd marketing en communicatie. In 2024 telde de brouwerij nog steeds een tachtigtal werknemers.

#### Nieuw beeldmerk en nieuwe slogan

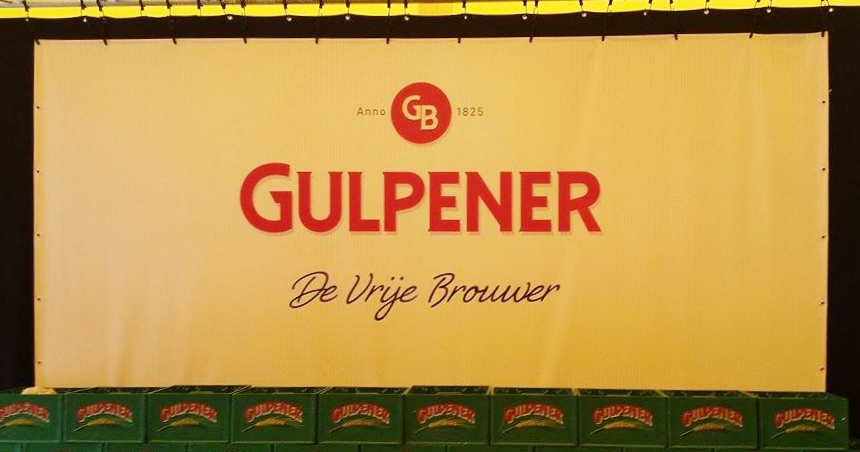
Het in september 2014 onthulde vernieuwde logo

Op 14 september 2014 werd tijdens de jaarlijkse hopoogst het nieuwe beeldmerk en de bijbehorende nieuwe etiketten van Gulpener onthuld. Dit beeldmerk is gebaseerd op het Gulpener-logo van Paul Rutten (III), uit het begin van de twintigste eeuw. De initialen 'GB' (Gulpener Bierbrouwerij) zijn weer toegevoegd aan het logo. Voor de vernieuwde etiketten is in september 2014 een nieuwe etiketteermachine aangeschaft. Daarnaast maakte de brouwerij ook haar nieuwe slogan bekend. Waar voorheen Op de Toekomst het motto was, gebruikt Gulpener nu De Vrije Brouwer als slogan.
In 2020 introduceerde Gulpener een nieuwe productlijn onder het merknaam Batu. Dit is gefermenteerde thee bekend als kombucha.

## Duurzaamheid
De bierbrouwerij tracht haar bier op duurzame wijze te produceren. Gerst en hop worden afgenomen van boeren uit de regio, die hun producten zo veel mogelijk duurzaam telen. Gulpener heeft hiervoor ongeveer zestig leveranciers, goed voor 500 hectare milieuvriendelijke teelt (anno 2008). De brouwerij doet ook aan recycling van de etiketten en werkt op groene energie. Sinds 2004 voldoen alle door Gulpener geproduceerde bieren aan de Agro Milieukeur norm. Het bedrijf probeert het productieproces verder te verduurzamen, bijvoorbeeld door verbeterde isolatie van de warmwateropslag en toepassing van zonnecellen in de lichtreclame van cafés. Omdat het de brouwerij nog niet gelukt is helemaal CO2-neutraal te produceren - er is te weinig biogas beschikbaar in Limburg - heeft ze ten behoeve van de CO2-compensatie in 2007 vijf hectare bos aangeplant in de buurt van Gulpen. Gulpener heeft enkele stimuleringsprijzen gewonnen zoals Nationale Stimuleringsprijs voor Maatschappelijk Verantwoord Ondernemen en de Limburgse Prijs voor Duurzaam Ondernemen in 2003, de Euregio Milieuprijs in 2005 en de PINT Stimuleringsprijs eveneens in 2005. In 2015 ontving zij de MVO Nederland Award voor meest duurzaam bedrijf van de afgelopen tien jaar én de Klimaatpenning van Stichting HIER klimaatbureau. Gulpener stelt zichzelf de doelstelling voor 2030 volledig fossielvrij bier te brouwen.

## Assortiment

#### Gulpener basisbieren
- (Gulpener) Zwarte Ruiter 0.0%
- (Gulpener) Zwarte Ruiter Weizen 0,3% alc.
- (Gulpener) Zwarte Ruiter IPA 0.3%
- Gulpener Oud Bruin - 3,0% alc.
- Gulpener Mestreechs Aajt - 3,5% alc.
- Gulpener Pilsner - 5,0% alc.
- Gulpener Château Neubourg Pilsner - 5,5% alc.
- Gulpener Korenwolf - 5,0% alc.
- Gulpener Lentebock - 6,5% alc. (voor 1997 Gulpener MeiBock)
- Gulpener Herfstbock - 6,5% alc.
- Gulpener Hoppy Blond - 6,5% alc. - Lente/zomer seizoensvariant
- Gulpener Oker Blond - 7,0% alc. - Herfst/winter seizoensvariant
- Gulpener Wintervrund - 8,5% alc.
- Gulpener Gladiator - 10% alc. (gebrouwen door Grolsch)
- Gulpener Oertarwe Blond - 6,5% alc.

Gulpener Barrel aged Bieren
- Gulpener Gulle Tinus - 12% alc. (i.s.m. wijngaard St. Martinus in Vijlen)
- Gulpener Whisky Barrel Aged - 12% alc. (Geijsbockte wintervrund)
- Gulpener Port Barrel Aged - 12% alc. (Geijsbockte wintervrund)
- Gulpener Rum Barrel Aged - 12% alc. ( Geijsbockte spicy roger)

#### Gulpener biologische bieren
- Gulpener Biologisch Ur-Pilsner - 5,0% alc.
- Gulpener Biologisch Ur-Weizen - 5,3% alc.
- Gulpener Ur-Hop IPA - 6,0% alc.
- Gulpener IJsbock - 10,3% alc.

#### Collaboration brews
- Gulpener Spicy Roger - 8% alc. (ism Uiltje Brewing Company) - Samenwerking nummer 1 - Voorheen Joly Roger
- Gulpener Fik de Foeder - 8% alc. (ism BOM Brewery) - Samenwerking nummer 2
- Gulpener Aan lager wal - 3,5% alc. (ism Brouwerij De Prael) - samenwerking nummer 3
- Gulpener Overdwars - 7,0% alc. (ism Texelse Bierbrouwerij) - samenwerking nummer 4
- Gulpener Mout Everest - 7,0% alc. (ism Brouwerij Mommeriete) - Samenwerking nummer 5
- Gulpener Oerknal - 5,5% alc. (ism Kompaan brouwerij) - samenwerking nummer 6
- Gulpener Op stoom - 6,5% alc. (ism vandeStreek) - samenwerking nummer 7
- Gulpener Flitspopper - 7,5% alc. (ism brouwerij Oedipus) - Samenwerking nummer 8
- Gulpener Lefgoser - 3,8% alc. (ism brouwerij Troost) - CRAFT mega collab 2019
- Gulpener Sterk rogge bier - 8,5% alc. (ism Felix Huntjes) - Boeren collab 2020
- The best of both worlds - 5,8% all. (ism Mikkeller)

#### Kloosterbier Gerardus
- Gerardus Wittems Kloosterbier Blond - 6,0% alc.
- Gerardus Wittems Kloosterbier Dubbel - 7,0% alc.
- Gerardus Wittems Kloosterbier Tripel - 8,5% alc.

#### Kloosterbier Gerardus - Lidl specials
- Gerardus Wittems Kloosterbier Witbier - 5,0% alc.
- Gerardus Wittems Kloosterbier Herfstbok - 6,5% alc.
- Gerardus Wittems Kloosterbier Winterbier - 8,5% alc.
- Gerardus Wittems Kloosterbier Saison - 6,0% alc.
- Gerardus Wittems Kloosterbier India Pale - 6,0% alc.
- Gerardus Wittems Kloosterbier Stout - 4,0% alc.
- Gerardus Wittems Kloosterbier Quadrupel - 10,0% alc.
- Gerardus Zwekende Zweefmolen American IPA - 6% alc.
- Gerardus Vonkenregen Fresh Blond - 5,8% alc.
- Gerardus Verborgen Verlangen Session IPA - 4,5% alc.
- Gerardus Zwoele Zomer Nacht Botanical Blast - 3,8%
- (Gerardus) Frisse Duik Bright IPA - 0,3% alc.

### Kombucha
- Batu Ginger & Lemon
- Batu Lime & Mint
- Batu Passion Fruit & Hop

### Overige
- Limburgs Z.O.E.R. natuurazijn
- Gulpener Gin (gedestilleerd door Stookery Norbeeck)
- Gulpener bier shampoo (ism Gaijes)

### Niet meer in het assortiment

#### Gulpener
- Gulpener Korenwolf Rosé
- Gulpener Biologisch Ur-Amber
- Gulpener Limburgs Land Pilsner
- Gulpener Limburgs Land Ur Weizen
- Gulpener Korenwolf-Lemon
- Gulpener Brunette
- Gulpener Gallius
- Gulpener Rosé
- Gulpener Light
- Gulpener Premium d'Or
- Gulpener X-Pert
- Gulpener Bosbessenbier
- Gulpener Frambozenbier
- Gulpener Kersenbier
- Gulpener Puur
- Gulpener Zwaar Pilsener
- Gulpener Oud Bier
- Gulpener Donker Lager
- Gulpener Jongbier
- Gulpener Münchener
- Gulpener Meibier
- Gulpener Dort
- Gulpener Sjoes
- Gulpener Plato 18.25
- Gulpener Witte Kerst
- Onze Trots New England IPA
- (Gulpener) Zwarte Ruiter Original - 0,3% alc.

#### Overig
- Bèr Saturator
- Normaal bier
- St Joris Pilsener
- Rowwen Hèze Bier